# Chrystus wśród uczonych w Piśmie
Chrystus wśród uczonych w Piśmie (Chrystus wśród doktorów) – obraz olejny Albrechta Dürera, norymberskiego malarza gotyku i renesansu.

## Charakterystyka
Dzieło zostało namalowane podczas podróży po Italii w roku 1506, gdzie artysta oprócz Wenecji odwiedził Rzym, Florencję i Bolonię. Autorska sygnatura dzieła i data 1506 znajduje się na kartce wystającej z księgi trzymanej przez starca, ponadto jest napisane Opus quinque dierum, co informuje, iż Dürer wykonał ten obraz w ciągu pięciu dni. W liście do przyjaciela twórcy, Willibalda Pirckheimera artysta pisze o Chrystusie wśród uczonych w piśmie, iż jest to „obraz, jakiego nigdy dotąd malowałem” – prawdopodobnie nadawcy chodziło zarówno o tematykę, jak cechy charakterystyczne dla tego obrazu, z których wyróżnia się układ czterech dłoni, które stanowią swego rodzaju studium tej części ręki. Artyście chodziło nie tylko o pokazanie wyszukanej gestykulacji, lecz stworzenie z dłoni zamkniętej, dynamicznej kompozycji.
Obraz charakteryzuje się siłą wyrazu, która skupia się na twarzach starszych uczonych skupionych wokół Chrystusa o niezwykle delikatnych, niemal kobiecych rysach twarzy. Każda z twarzy uczonych zawiera pewien ładunek emocjonalny, na obliczach uczonych maluje się w lekko karykaturalnym wyrazie zaduma, bezradność, zdziwienie, niedowierstwo, podstęp i przestrach.
Dzieło jest świadectwem głębokiego zainteresowania humanizmem, stanowi odzwierciedlenie toposu puer/senex (dziecko-starzec). Mądrość miałaby scalać młodość i starość, nowatorstwo i odwieczne prawdy, odkrywczość i szanowanie dotychczasowych zdobyczy wiedzy.
Od strony treściowej obraz jest ilustracją wizyty dwunastoletniego Jezusa w świątyni Salomona w Jerozolimie, gdzie Zbawiciel podejmował dysputy z uczonymi żydowskimi. Jest to przedstawienie pierwszej według zapisu w Biblii nauki Chrystusa, którą wspomina Łukasz Ewangelista ewangelista (Łuk. 2, 41-52).